# Seance (2021)
Seance ist ein Mystery-Horrorfilm von Simon Barrett, der am 21. Mai 2021 in ausgewählte US-Kinos kam und am gleichen Tag als Video-on-Demand veröffentlicht wurde.

## Handlung
Camille Meadows ist neu an der renommierten Fairfield Academy für Mädchen. Sie freundet sich mit der Clique von Kerrie an, ein Mädchen, das vor kurzem starb.
Ohne zu wissen, worauf sie sich einlässt, nimmt Camille an einer nächtlichen Séance teil, bei der sie den Fairfield Ghost rufen. Bevor es Morgen wird, ist eines der Mädchen tot. Camille macht sich daran, dieses Rätsel zu lösen, um nicht das nächste Opfer zu werden.

## Produktion
Regie führte Simon Barrett, der auch das Drehbuch schrieb.
Die Dreharbeiten fanden im November und Dezember 2019 im kanadischen Winnipeg statt.
Das Soundtrack-Album mit insgesamt 18 Musikstücken wurden Anfang Juni 2021 von Lakeshore Records als Download veröffentlicht.
Im Februar 2021 wurde bekannt, dass sich RLJE Films und Shudder, die beide zu AMC Networks gehören, gemeinsam die Vertriebsrechte für die USA und das Vereinigte Königreich sicherten. Der Film kam am 21. Mai 2021 in ausgewählte US-Kinos und wurde am gleichen Tag als Video-on-Demand veröffentlicht.

## Rezeption

### Altersfreigabe
In den USA erhielt der Film von der MPAA ein R-Rating, was einer Freigabe ab 17 Jahren entspricht. In Deutschland wurde der Film von der FSK ab 16 Jahren freigegeben.

### Auszeichnungen
Sitges Film Festival 2021
- Nominierung als Bester Film im Official Fantàstic Competition[9]